# J.C. Christensen
 "Jens Christian Christensen" omdirigeres hertil. For den senere Venstre-politiker, se Jens Christian Christensen (1906-1982).
Jens Christian Christensen (J.C. Christensen; J.C. udtales som I.C., skrives i ældre skrifter nogle gange I.C. Christensen) (født 21. november 1856 i Påbøl, død 19. december 1930 i Hee) var en dansk lærer og politiker, der var Danmarks 17. konseilspræsident (statsminister) fra 1905 til 1908.

## Baggrund
J.C. Christensen var født på en hedegård i Påbøl i Hoven Sogn i Vestjylland 17-18 kilometer sydøst for Tarm i den tidligere Egvad Kommune (1966-2006), nu en del af Ringkøbing-Skjern Kommune. Faderen var Mads Christian Christensen og moderen Karen født Jensdatter. Hans søster Marie Christensen blev også politiker for Venstre.
Som det var tradition på den tid, kom han allerede som 8-årig ud at tjene som hyrdedreng. Han var opvakt og videbegærlig, kom som ung på Grundtvigs Højskole og senere på Gedved Seminarium (eksamen 1877) og blev lærer i Stadil ved Ringkøbing 1886-1901. Han var sognerådsformand 1888-1891.
Han blev i 1879 gift med Karen Kirstine Pedersen, der også kom fra Hoven, og med hende fik han børnene Karen, Lisbeth, Peder og Mads Christian.

## Politisk karriere
I 1890 indvalgtes han i Folketinget i Ringkøbingkredsen og bevarede sædet indtil 1924. Han tilsluttede sig Christen Bergs fløj i Venstre, og efter Bergs død var J.C. Christensen i 1891-1897 leder af den bergske gruppe, som bekæmpede de moderate venstrefolks samarbejde med Højre-regeringerne. Han blev i 1895 en magtfuld formand for Finansudvalget, som ved en konsekvent nægtelse af bevillinger til reformer bidrog til at svække regeringen. I 1897 blev han formand for Venstrereformpartiet. Samtidigt påtog han sig en lang række mindre opgaver. Således blev han medlem af bestyrelserne for Dansk Fredsforening, Kunstindustrimuseet og Dansk Folkemuseum 1918-20. Christensen var formand for Folkemuseets bestyrelse, da dette museum blev overtaget af Nationalmuseet i 1920.
Han var 1. viceformand for Folketinget 1894-1901 og 1908-09, tingets formand 1912-13, formand i Repræsentantskabet for Kreditforeningen af Ejere af mindre Ejendomme paa Landet i Jylland fra 1897 til 1927, næstformand i Nationalforeningen til Tuberkulosens Bekæmpelse, formand i Jydsk Husmandsforening fra 1901, formand i Foreningen Dannevirke 1906-08 og bestyrelsesmedlem i Dansk Husflidsselskab. Han var desuden formand for Hedeselskabet fra 1921, medlem af tilsynsrådet for Nyt Genealogisk Institut fra 1911, af bestyrelserne for Ringkøbing-Ørnhøj Jernbane fra 1914, Carnegiefondet, det dansk-islandske forhandlingsudvalg i Reykjavik i 1918, det dansk-islandske nævn 1919-20, den danske delegation til forhandlinger om Grønland med Norge 1924, formand for repræsentantskabet for Grundejerkreditforeningen i Jylland fra 1925. 1910-17 udgav han Ugebladet Tiden.
I 1901 kom Systemskiftet med indførelsen af folketingsparlamentarismen. J.C. Christensen blev kirke- og undervisningsminister (Kultusminister), men var i virkeligheden den stærke mand i Ministeriet Deuntzer. Han fik gennemført betydningsfulde reformer både på skole- og kirkeområdet. Udenrigspolitisk var han ansvarlig for de hemmelige og vovelige samtaler, der af Louis Carl Frederik Lütken blev ført med repræsentanter for den tyske generalstab om Danmarks position i en eventuel kommende storkrig.
Den 14. januar 1905 overtog han hvervet som konseilspræsident (det der i dag svarer til statsminister), men han måtte gå af allerede i 1908 (12. oktober) som følge af Alberti-skandalen. J.C. Christensen blev tiltalt ved Rigsretten, men blev frifundet, dog med en bebrejdelse for at have vist Alberti for megen tillid.
Han var ikke længere konseilspræsident, men bevarede en yderst stærk position i Venstre, hvor han enstemmigt valgtes til formand i 1910. Han var forsvarsminister i 1909, hvor han fik gennemført forsvarsforliget 1909 og nye forsvarslove, og i 1916-1918 under Første Verdenskrig repræsenterede han som kontrolminister Venstre i det radikale ministerium Zahle. 1920-1922 var han kirkeminister i ministeriet Niels Neergaard.
Han blev Ridder af Dannebrog i 1902 og Dannebrogsmand i 1903. Han blev desuden dekoreret med Dannebrogordenens kommandørkors af 2. grad i 1904 og med kommandørkorset af 1. grad i 1905. I 1905 fik han også Storkorset af Dannebrog. Få dage før folketingsvalget i september 1920 fik han Storkorsbryststjerne i diamanter.

## Udgivelser
- Naar Klokkerne ringe (1918)
- Fra min Barndom og Ungdom (1925)